# Parachorista arguta
Parachorista arguta  (лат.) — ископаемый вид скорпионниц рода Parachorista из семейства Parachoristidae. Обнаружен в триасовых отложениях Киргизии (Madygen Formation, карнийский ярус, около 230 млн лет). Длина переднего крыла 17,6 мм.
Вид Parachorista arguta был впервые описан по отпечаткам в 2001 году российским палеоэнтомологом Виктором Григорьевичем Новокшоновым (Палеонтологический институт РАН, Москва; 1966—2003) вместе с Choristopanorpa opinata, Choristopanorpa temperata, Kirgizichorista larvata, Mecolusor confusicius, Mesochorista injuriosa, Panorpaenigma aemulum, Parachorista religiosa, Parachorista sana. Включён в состав рода Parachorista Tillyard 1926, близкого к родам скорпионниц Kirgizichorista и Panorpaenigma.